# Yoldiella
Yoldiella is een geslacht van tweekleppigen uit de  familie van de Yoldiidae.

## Soorten
- Yoldiella abyssicola (Knudsen, 1970)
- Yoldiella abyssorum Knudsen, 1970
- Yoldiella aethiopica (Thiele & Jaeckel, 1931)
- Yoldiella alleni M. Huber, 2010
- Yoldiella alluaudi (Dautzenberg & H. Fischer, 1897)
- Yoldiella americana Allen, Sanders & Hannah, 1995
- Yoldiella annenkovae (Gorbunov, 1946)
- Yoldiella antarctica (Thiele, 1912)
- Yoldiella araribola Benaim & Absalão, 2011
- Yoldiella ardgowanica (Powell, 1935) †
- Yoldiella argentinensis Allen, Sanders & Hannah, 1995
- Yoldiella artipica Allen, Sanders & Hannah, 1995
- Yoldiella bernardi (Dautzenberg & H. Fischer, 1897)
- Yoldiella biguttata Allen, Sanders & Hannah, 1995
- Yoldiella bilanta Allen, Sanders & Hannah, 1995
- Yoldiella biscayensis Allen, Sanders & Hannah, 1995
- Yoldiella blanda Allen, Sanders & Hannah, 1995
- Yoldiella cadizensis Hoffman, van Heugten & Lavaleye, 2009
- Yoldiella capensis Allen, Sanders & Hannah, 1995
- Yoldiella capsa (Dall, 1916)
- Yoldiella cecinella (Dall, 1916)
- Yoldiella chilenica (Dall, 1908)
- Yoldiella clarkei Knudsen, 1970
- Yoldiella cuniculi (Marwick, 1965) †
- Yoldiella curta Verrill & Bush, 1898
- Yoldiella curupira Benaim & Absalão, 2011
- Yoldiella dautzenbergi La Perna, 2008
- Yoldiella derjugini Scarlato, 1981
- Yoldiella dissimilis Verrill & Bush, 1898
- Yoldiella ecaudata (Pelseneer, 1903)
- Yoldiella ella Allen, Sanders & Hannah, 1995
- Yoldiella enata Allen, Sanders & Hannah, 1995
- Yoldiella exigua (Thiele & Jaeckel, 1931)
- Yoldiella expansa (Jeffreys, 1876)
- Yoldiella extensa Allen, Sanders & Hannah, 1995
- Yoldiella fabula Allen, Sanders & Hannah, 1995
- Yoldiella folini Warén, 1978
- Yoldiella fora (Allen, Sanders & Hannah, 1995)
- Yoldiella frami Knudsen, 1985
- Yoldiella frigida (Torell, 1859)
- Yoldiella gibbosula (Thiele & Jaeckel, 1931)
- Yoldiella granula (Dall, 1908)
- Yoldiella haasti Maxwell, 1992 †
- Yoldiella hamiltoni (Powell, 1935)
- Yoldiella hanna Allen, Sanders & Hannah, 1995
- Yoldiella hoylei (E. A. Smith, 1885)
- Yoldiella incala Allen, Sanders & Hannah, 1995
- Yoldiella inconspicua Verrill & Bush, 1898
- Yoldiella indolens (Dall, 1908)
- Yoldiella inflata Verrill & Bush, 1897
- Yoldiella insculpta (Jeffreys, 1879)
- Yoldiella intermedia (Sars, 1865)
- Yoldiella jeffreysi (Hidalgo, 1877)
- Yoldiella kaikonis Okutani & Fujiwara, 2005
- Yoldiella karaka (Marwick, 1931) †
- Yoldiella kibi (Kuroda, 1929)
- Yoldiella lapernoi Benaim & Absalão, 2011
- Yoldiella lenticula (Møller, 1842)
- Yoldiella leonilda (Dall, 1908)
- Yoldiella librata (Dell, 1952)
- Yoldiella lucida (Lovén, 1846)
- Yoldiella malletioides Maxwell, 1992 †
- Yoldiella minuscula Verrill & Bush, 1897
- Yoldiella minuta (Allen, Sanders & Hannah, 1995)
- Yoldiella mohakana (Marwick, 1965) †
- Yoldiella nana (M. Sars, 1865)
- Yoldiella nanula (Thiele & Jaeckel, 1931)
- Yoldiella obesa (Stimpson, 1851)
- Yoldiella oblonga (Pelseneer, 1903)
- Yoldiella olutoroensis Scarlato, 1981
- Yoldiella orbicularis Scarlato, 1981
- Yoldiella orcia (Dall, 1916)
- Yoldiella otekaikensis Maxwell, 1969 †
- Yoldiella ovata Allen, Sanders & Hannah, 1995
- Yoldiella ovulum La Perna, 2004
- Yoldiella pachia Verrill & Bush, 1898
- Yoldiella paranapuaensis Benaim & Absalão, 2011
- Yoldiella perplexa Allen, Sanders & Hannah, 1995
- Yoldiella philippiana (Nyst, 1845)
- Yoldiella powelli (Dell, 1950)
- Yoldiella profundorum (Melvill & Standen, 1912)
- Yoldiella propinqua (Leche, 1878)
- Yoldiella remensa (Iredale, 1929)
- Yoldiella retusa (Hinds, 1843)
- Yoldiella riograndensis (Esteves, 1984)
- Yoldiella robusta Allen, Sanders & Hannah, 1995
- Yoldiella sabrina (Hedley, 1916)
- Yoldiella semistriata (Jeffreys, 1879)
- Yoldiella siberutensis (Thiele & Jaeckel, 1931)
- Yoldiella similiris Allen, Sanders & Hannah, 1995
- Yoldiella similis Allen, Sanders & Hannah, 1995
- Yoldiella sinuosa Allen, Sanders & Hannah, 1995
- Yoldiella solidula Warén, 1989
- Yoldiella sootryeni Knudsen, 1970
- Yoldiella squamaeformis (Okutani, 1962)
- Yoldiella stimulea (Marwick, 1931) †
- Yoldiella striolata (Brugnone, 1876)
- Yoldiella subcircularis (Odhner, 1960)
- Yoldiella tamara (Gorbunov, 1946)
- Yoldiella thaerella Killeen & J. A. Turner, 2009
- Yoldiella uawa (Marwick, 1931) †
- Yoldiella valettei (Lamy, 1906)
- Yoldiella valorousae Killeen & Turner, 2009
- Yoldiella veletta Allen, Sanders & Hannah, 1995
- Yoldiella wareni La Perna, 2004